# Rifugio Campo Base
Il rifugio Campeggio Campo Base è un rifugio escursionistico e campeggio nel comune di Acceglio, in alta valle Maira.

## Storia
Ricavato dalla ristrutturazione di preesistenti casermette militari, fu inaugurato nel 1982. Nel corso del 2010, dopo alcuni anni di inattività, la gestione è stata acquisita dalla società MAIRA S.p.A., controllata dalla Comunità montana Valle Maira, che ha appositamente costituito una società di scopo (Campo Base s.r.l.) per la gestione del rifugio.

## Caratteristiche e informazioni
Si trova in frazione Chiappera, in comune di Acceglio, al termine della strada di fondovalle della valle Maira. Essendo raggiunto da una strada carrozzabile, ai sensi della vigente legislazione piemontese è classificato come  rifugio escursionistico.
È costituito da due basse strutture affiancate, una in muratura ordinaria, l'altra in muratura di pietrame. Dispone di 32 posti letto in rifugio, in camere da 4 e 8 posti con letti a castello oltre che di due camerette con bagno privato; dispone inoltre di acqua corrente interna, impianto elettrico, servizi igienici interni, riscaldamento, telefono pubblico. Offre servizio ristorazione, bar ed alberghetto. Inoltre, il terreno circostante il rifugio è adibito a campeggio, con 27 piazzole per roulotte e camper e 15 posti tenda. Il rifugio ha uno spaccio interno cui si possono appoggiare gli ospiti del campeggio.
Rimane aperto per dieci mesi all'anno, chiudendo per un periodo tra fine ottobre e le festività di Natale.
Obiettivo del rifugio è anche supportare l'attività in Alta Valle di una "scuola della montagna", orientata all'offerta di programmi formativi non solo per l'apprendimento delle discipline sportive - alpinismo, scialpinismo, sci di fondo, racchette da neve, escursionismo, ciclo escursionismo, pesca sportiva - ma anche per un'educazione alla vita, alla convivenza, alla cultura tecnico-scientifica e umanistica, alla sicurezza in montagna.

## Accessi
È raggiungibile in automobile seguendo la statale di fondovalle della valle Maira. Giunti ad Acceglio, si prosegue seguendo le indicazioni per Chiappera; superata la frazione si prosegue per circa 1 km, fino al termine della strada asfaltata.

## Ascensioni
Per la sua posizione il rifugio può servire da punto di partenza e/o di appoggio per diverse ascensioni in tutta l'alta valle Maira.
Nelle immediate vicinanze del rifugio sorge la Rocca Provenzale, con le sue numerose vie di roccia.
Sul versante meridionale della valle sono raggiungibili: Rocca Bianca, monte Sautron, Rocca Blancia, monte Baueria, Brec de Chambeyron, Tête de la Frema, Tête de l'Homme, monte Vallonasso, monte Viraysse, monte Soubeyran.
Sul versante settentrionale, si possono raggiungere: monte Cervet, monte Boulliagna, monte Freide, monte Albrage, monte Bellino, monte Faraut, Buc Faraut, monte Maniglia.
Infine, sullo spartiacque con la Francia alla testata della valle si possono raggiungere la Tête de Cialancion e la Tête du Vallonet.

## Traversate
- al rifugio Stroppia;
- al rifugio Chambeyron (Francia) attraverso il colle Gippiera;
- al rifugio Melezè (Valle Varaita) attraverso il colle di Bellino;
- alla capanna sociale Carmagnola (vallone di Traversiera) attraverso il colle di Bellino ed il monte Bellino.

È punto tappa della Via Alpina, trovandosi all'incrocio di due dei suoi percorsi. Si trova infatti tra le tappe R134 (Maljasset-Chiappera) ed R135 (Chiappera-Chialvetta) del percorso rosso., e tra le tappe D51 (Ussolo-Chiappera) e D52 (Chiappera-Larche) del percorso blu.
Si trova anche a cavallo di due tappe della Grande Traversata delle Alpi (GTA), nella sua variante nota come percorso delle Alte Valli (Chialvetta-Chiappera e Chiappera-Sant'Anna di Bellino).
È inoltre punto d'appoggio per i sentieri Dino Icardi, che percorre un giro ad anello in giornata nel vallonasso di Stroppia, Roberto Cavallero, itinerario di 5 giorni con partenza da Chiappera, e Piergiorgio Frassati, giro ad anello in giornata nel vallone del Sautron.
È infine punto tappa dei Percorsi Occitani, itinerario in 13 tappe lungo l'intera valle Maira.

## Altre attività
Il rifugio è prossimo a diverse palestre di arrampicata, delle quali le principali sono sulla vicina Rocca Provenzale. A fine 2011 è stata realizzata una nuova falesia sul Monte Russet, a 2.000 metri di quota, attrezzata con una ventina di vie dal V al 7a. 
Durante la stagione invernale, il rifugio funge da punto di appoggio per l'anello superiore della pista per sci di fondo di Prazzo - Acceglio - Saretto - Chiappera e per le escursioni di scialpinismo in Alta Valle Maira. A partire dalla stagione 2010-2011 è la Campo Base Srl a gestire i 25 km di piste per lo sci nordico del comprensorio di Acceglio e Prazzo.
In estate, può essere una buona base di partenza per impegnative escursioni in mountain bike verso il Monte Bellino, il Colle Maurin, il Colle Ciarbonet, il Passo della Cavalla, il Colle delle Munie.